# Terdell Sands
Terdell Sands (Chattanooga, 31 ottobre 1979) è un ex giocatore di football americano statunitense.

## Carriera professionistica
Scelto al draft dai Kansas City Chiefs, nella stagione 2001 non ha giocato nessuna partita per infortunio.
Nella stagione 2002 ha giocato una sola partita mettendo a segno un tackle.
Nella stagione 2003 è passato ai Green Bay Packers giocando 3 partite di cui una da titolare facendo 3 tackle di cui 2 da solo.
Nella stagione 2004, passato agli Oakland Raiders, ha giocato 15 partite facendo 22 tackle di cui 17 da solo ed anche 2 deviazioni difensive.
Nella stagione 2005 ha giocato 9 partite facendo 10 tackle di cui 9 da solo, una sack.
Nella stagione 2006 ha giocato 16 partite di cui 2 da titolare facendo 41 tackle di cui 30 da solo, un sack, 3 deviazioni difensive e un intercetto per 5 yard.
Nella stagione 2007 ha giocato 16 partite di cui 11 da titolare facendo 23 tackle di cui 17 da solo, 2 deviazioni difensive.
Nella stagione 2008 è stato il 2º defensive tackle di destra della squadra, ha giocato 16 partite di cui nessuna da titolare facendo 29 tackle di cui 19 da solo, 2 sack, 2 deviazioni personali ed un fumble recuperato.
Svincolato il 5 settembre 2009, il 28 settembre ha firmato con i New England Patriots.